# Kroaubach
Der Kroaubach ist ein 2,4 km langer, linker Zufluss der Gleiritsch in der Oberpfalz in Bayern. Der Kroaubach entspringt in mehreren Quellen östlich des Großen Kulms bei Trichenricht und fließt über das Fichtental an der Kroau, ein Ortsteil der Gemeinde Gleiritsch, vorbei nach Bernhof. Hier mündet er westlich der Kohlmühle in die Gleiritsch.

## Name
Die Wasserkraft des bei Trichenricht entspringenden Kroaubaches verwendete man für den Betrieb der Mühle in der Kroau. Da der kleine Wasserlauf für den Antrieb des Mühlrades nicht ausreichte, wurde ein Mühlweiher künstlich angelegt. Dies sorgte für eine gleichmäßige Versorgung mit Wasser zum Betrieb der Mühle. Das von den Landwirten angelieferte Getreide wurde gemahlen und dann im Tauschverfahren an den Bäcker geliefert. Der Mehllieferant erhielt den Gegenwert seines Mehles in Form von Brot erstattet. Der Mahlbetrieb wurde im Jahre 1970 eingestellt, da größere Betriebe die unwirtschaftlichen kleineren Mühlen, wie die Kohlmühle, verdrängten.

## Verlauf
Der Kroaubach entspringt östlich des Großen Kulms bei Trichenricht und mündet bei der Kohlmühle in die Gleiritsch.